# 철학적 현재주의
철학적 현재주의는 미래도 과거도 존재하지 않는다는 관점이다. 현재주의의 일부 설명에서는, 이 관점은 수많은 시대를 초월한 개체나 발상으로 확장된다. 현재주의에 따르면, 완전히 과거이거나 완전히 미래인 사건과 실체는 전혀 존재하지 않는다. 현재주의는 현재는 아니지만 분명히 존재했던 워털루 전투 같은 과거의 사건과 알렉산드로스 대왕의 군마 부케팔로스 같은 과거의 개체를 보유하는 영원주의와 시간의 성장 단지 이론과 대조된다. 영원주의는 이렇게 확장될 뿐만 아니라 미래의 사건 또한 확장된다.

## 같이 보기
- A연속과 B연속
- 중심 세계
- 지속주의
- 영원주의
- 영원 (철학)
- 성장 단지 우주
- 자유지상주의 (형이상학)
- 접속주의
- 미래시점 우연명제의 문제